# Katherine Mayo

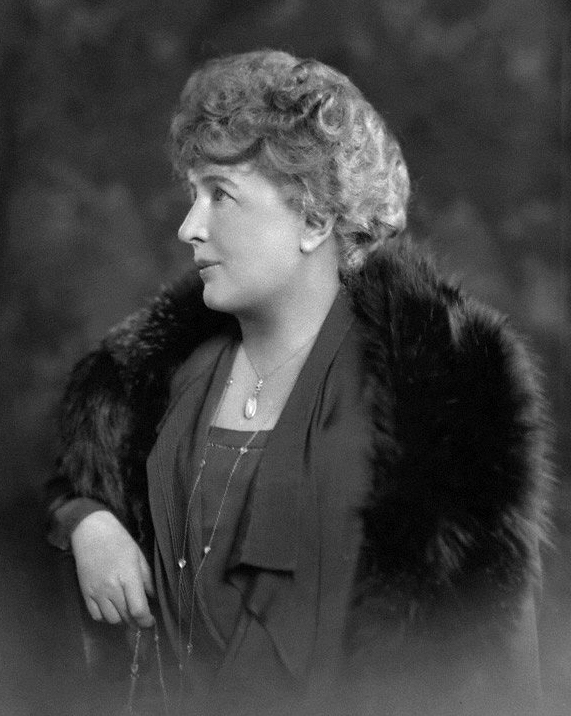
Katherine Mayo, 1928.

Katherine Mayo, född den 27 januari 1867 i Ridgway, Pennsylvania, USA, död den 9 oktober 1940 i Bedford Hills, New York, var en amerikansk författarinna och historiker.

## Biografi
Mayo var dotter till James och Harriet Mayo, och utbildades privat. Strax efter examen började hon arbeta som forskare och historiker genom att hjälpa Oswald Garrison Villard i New York Evening Post (vars far ägde tidningen) att förbereda sin bok John Brown 1800-1859: A Biography Fifty Years After, en biografi över John Brown, som publicerades 1910. Villard var grundare av den amerikanska antiimperialistiska rörelsen och ledare för riksförbundet för befordran av färgade folk. Han påverkade Mayo till att bli en social reformist.
Mayo inträdde i det offentliga livet som en politisk författare som förespråkade Vit anglosaxisk protestantisk nativism, motstånd mot icke-vit och katolsk invandring till USA, och motstånd mot de nyligen emanciperade afroamerikanska arbetarna. Hon blev känd för att motsätta sig den filippinska självständighetsförklaring av rasmedvetna och religiösa skäl, och fortsatte sedan med att publicera och marknadsföra sitt mest kända verk, Mother India (1927, översatt 1929), där hon motsatte sig Indiens självständighet från brittiskt styre. Hennes arbete blev väl mottaget i brittiska regeringskretsar och bland amerikanska  anglofila rasmedvetna.
Mayo blev samtidigt beryktad för den polemiska boken där hon attackerade hinduiska samhället, religionen och kulturen i Indien. Kritiker av Mayo anklagade hennes verk för att vara rasistiska, proimperialistiska och indofobiska skrifter som ”uttryckte alla dominerande fördomar om det koloniala samhället”.
Efter bokens utgivning skrev Dalip Singh Saund (senare kongressledamot) My Mother India för att bemöta Mayos påståenden. Ett annat svar på Mayos bok var Dhan Gopal Mukerjis A Son of Mother India Answers. En hindiepisk film 1957 med titeln Mother India var också ett medvetet tillrättaläggande till Mayos bok.